# Diatrypa schunkei
Diatrypa schunkei är en insektsart som beskrevs av Lucien Chopard 1956. Diatrypa schunkei ingår i släktet Diatrypa och familjen syrsor. Inga underarter finns listade i Catalogue of Life.